# August Hermann Niemeyer
Pour les articles homonymes, voir Niemeyer.
August Hermann Niemeyer (Halle, 1er septembre 1754 - Magdebourg, 7 juillet 1828) est un pédagogue et universitaire allemand.
Il est professeur de théologie en 1780, puis recteur de l'université de sa ville natale.

## Œuvres
- Timothée, imitation de l'Émile de Rousseau, mais au point de vue chrétien ;
- La Pédagogique allemande et son histoire ;
- Principes de l'éducation et de l'enseignement, considéré comme le plus important de ses ouvrages : il a été en partie traduit par Darivau, 1832.
- Théologie populaire et pratique.